# Iliouchine Il-28
Pour les articles homonymes, voir Beagle (homonymie).
L'Iliouchine Il-28 (code OTAN : Beagle) est le premier bombardier à réaction construit en grande série par l'URSS. Il a fait son premier vol en 1948 et a été construit à plusieurs milliers d'exemplaires (entre 2 000 et 6 000 suivant les sources), utilisés par une vingtaine de pays différents.

## Conception
Immédiatement à la fin de la Seconde Guerre mondiale, l'URSS lança le développement d'une première génération de bombardiers à réaction. Iliouchine proposa un avion quadriréacteur désigné Il-22 et dont le prototype vola pour la première fois le 24 juillet 1947. Ce modèle fut inspiré par les prototypes allemands récupérés.
À cause de ses réacteurs peu performants, le Il-22 était nettement sous-motorisé et avait un rayon d'action insuffisant. Cependant, comme l'URSS venait d'obtenir une licence de fabrication du réacteur anglais Rolls-Royce Nene, Iliouchine put lancer la construction d'un nouvel avion équipé de deux copies du Nene dès début 1948, en reprenant les travaux menés pour le Il-22.
Le premier prototype du Il-28 fit son vol inaugural le 8 juin 1948, suivi par un second avion le 30 décembre de la même année. Mis en compétition avec le Tupolev Tu-14, le Il-28 fut désigné vainqueur en mai 1949. Après l'évaluation des exemplaires de présérie, la production fut lancée pour de bon en septembre 1949, les premières avions sortant d'usine en mars 1950.
La version initiale destinée au bombardement fut rapidement suivi de variantes :
- Il-28U d'entraînement avec un second poste de pilotage à l'avant et tout l'armement retiré (premier vol le 18 mars 1950)
- Il-28R de reconnaissance, avec des caméras installées dans la soute à bombe et une capacité en carburant augmentée (premier vol le 19 avril 1950)
- Il-28T avec une soute à bombes modifiée pour l'emport de torpilles (premier vol le 8 janvier 1951)

Le développement de la première bombe atomique soviétique entraîna la mise au point d'une version du Il-28 à capacité nucléaire (Il-28N) qui réalisa un largage réel lors d'un essai le 23 août 1953. D'autre versions furent réalisés à quelques exemplaires, notamment pour tracter des cibles ou pour des missions de guerre électronique. Quelques Il-28 furent même désarmés et cédés à la compagnie aérienne Aeroflot pour le transport du courrier. 
Le Il-28 fut le principal bombardier de l'armée de l'air soviétique pendant toutes les années 1950, avant d'être remplacé par des avions plus modernes. Le Il-28 fut exporté vers une vingtaine de pays au total, dont la Tchécoslovaquie qui construisit l'avion sous licence. Le principal utilisateur fut la Chine : les livraisons commencèrent en 1952 et concernèrent plusieurs centaines d'exemplaires. Ce pays a également construit lui-même le Il-28, sans licence et avec des modifications locales, sous la désignation de H-5. Le premier exemplaire produit en Chine vola en septembre 1964 et certains de ces avions furent exportés.

## Engagements
Des Il-28R soviétiques ont effectué des missions de reconnaissance lors de l'invasion de la Hongrie en 1956.
Des Il-28 chinois ont effectué des missions de combat contre Taïwan en 1956, et plusieurs avions furent perdus à cette occasion. Ils ont également joué un rôle au Tibet en 1959.
Des Il-28N soviétiques avaient été envoyés à Cuba en 1962 mais furent retirés après la Crise des missiles de Cuba.
Les Il-28 égyptiens ont été engagés lors de la lutte d'indépendance ayant conduit à la création du Yémen du Sud, au milieu des années 1960. En 1967, ces avions auraient utilisé à plusieurs reprises des armes chimiques.
De nombreux Il-28 égyptiens et syriens furent détruits au sol par les raids israéliens au début de la guerre des Six Jours (1967). Les avions égyptiens participèrent par la suite à la guerre du Kippour (1973).
Le Nigeria a engagé ses Il-28 lors de la guerre du Biafra (1967-1970) ou trois de six engagés sont détruits au sol en 1969 par l'escadrille d'avions légers conduit par Carl Gustav von Rosen.
Les Il-28 afghans ont effectué des missions d'attaque lors de la guerre d'Afghanistan (1979).

## Variantes
- Avions produits en URSS

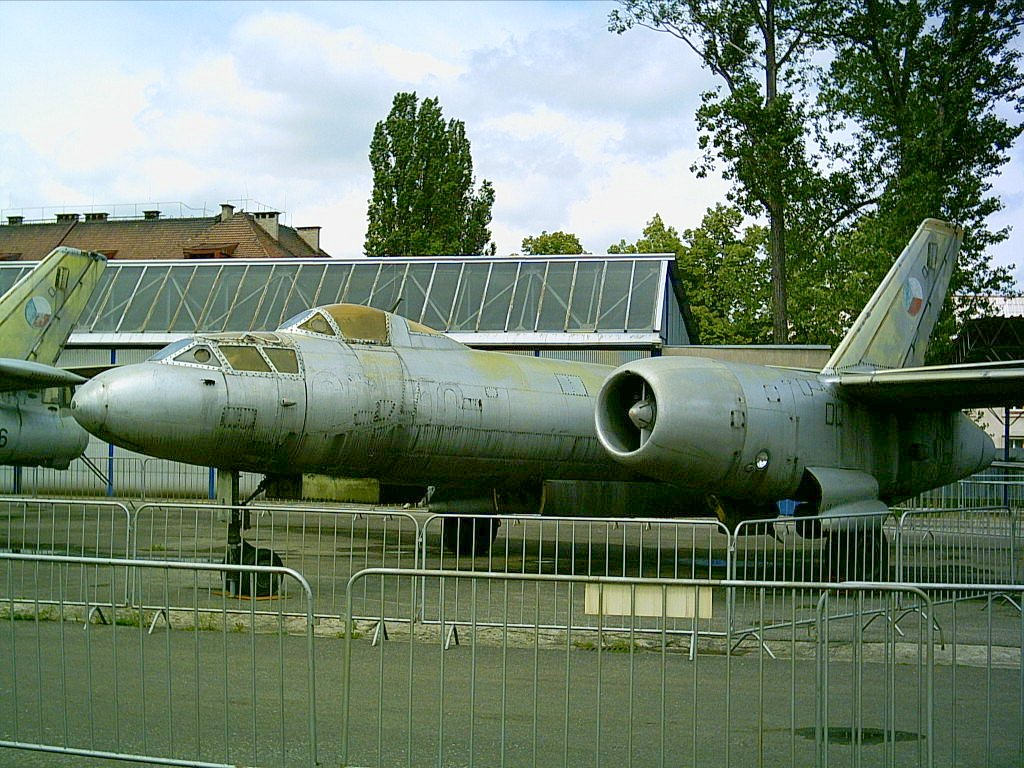
Un Avia CB-228 (Il-28U d'entraînement construit en Tchécoslovaquie).

  - Il-28 Beagle : version de base destinée au bombardement
  - Il-28N : version modifiée pour emporter une bombe atomique
  - Il-28R : version de reconnaissance
  - Il-28T : version adaptée pour l'emport de torpilles
  - Il-28U Mascot : version d'entraînement non armée

- Avions produits en Chine (sans licence)
  - H-5 : bombardier
  - HJ-5 : version d'entraînement
  - HZ-5 : version de reconnaissance
  - B-5/BJ-5/BZ-5 : version d'export des H-5/HJ-5/HZ-5

## Utilisateurs
- Union soviétique
- Afghanistan
- Albanie
- Algérie
- Allemagne de l'Est
- Bulgarie
- Cambodge

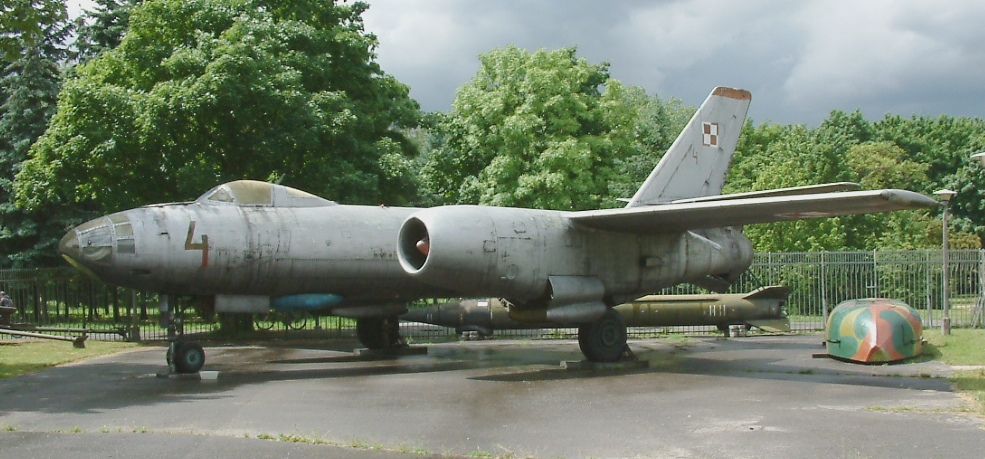
Un Il-28 polonais

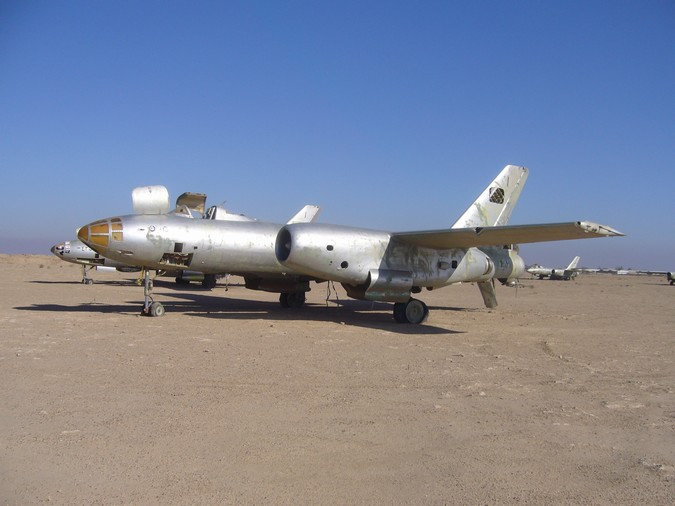
Des Il-28 irakiens

- Cuba - 42 Il-28N ont été envoyés à Cuba, mais ils ont été renvoyés en URSS après la résolution de la crise des missiles
- Chine
- Corée du Nord
- Égypte
- Finlande - 4 Il-28R de reconnaissance de seconde main livrés entre janvier 1960 et 1965, dernier vol en juin 1981[1]
- Hongrie
- Indonésie
- Irak
- Maroc
- Nigeria
- Pologne
- Roumanie
- Somalie
- Syrie
- Tchécoslovaquie
- Viêt Nam
- Yémen du Nord
- Yémen du Sud

### Développement lié
- Iliouchine Il-30
- Iliouchine Il-46 (en), prototype

### Aéronefs comparables
- English Electric Canberra/Martin B-57 Canberra
- North American B-45 Tornado
- Sud Aviation Vautour 2B
- Tupolev Tu-14
- Yakovlev Yak-28